# Martin Österdahl
Erik Martin Österdahl (Sollentuna, 12 ottobre 1973) è un produttore televisivo e scrittore svedese, supervisore esecutivo dell'Eurovision Song Contest e del Junior Eurovision Song Contest dal 2020 al 2025.

## Biografia
Nato a Sollentuna, ha studiato economia e studi orientali all'Università di Uppsala.
Dal 2008 al 2014 ha lavorato come produttore televisivo alla SVT contribuendo alla produzione dei popolari reality show Mästarnas mästare e Allt för Sverige, del talk show Skavlan e del programma sportivo Vinterstudion dedicato agli sport invernali.
È stato produttore esecutivo del Melodifestivalen nel 2007 e nel 2008 e dell'Eurovision Song Contest nel 2013 e nel 2016, edizioni tenutesi in Svezia, rispettivamente a Malmö e Stoccolma, e organizzate da SVT.
Nel gennaio 2020 l'Unione europea di radiodiffusione (EBU) annuncia che Österdahl avrebbe preso il posto di Jon Ola Sand come supervisore esecutivo dell'Eurovision Song Contest dopo la finale dell'edizione 2020, che avrebbe dovuto svolgersi a Rotterdam. L'edizione fu poi cancellata a causa della pandemia di COVID-19 e Österdahl assunse l'incarico dopo la trasmissione dello show sostitutivo organizzato dall'EBU Eurovision: Europe Shine a Light. Ha fatto quindi il suo debutto al Junior Eurovision Song Contest 2020 di Varsavia e poi all'Eurovision Song Contest 2021, riconfermato a Rotterdam. Similmente a quanto fatto dal predecessore, al momento dell'annuncio dei risultati, dà il via con la frase "you're good to go!" (traducibile come "potete procedere").
Nel 2016 ha debuttato come scrittore con il romanzo thriller Be inte om nåd, primo di una serie con protagonista Max Anger e seguito dai romanzi Tio svenskar måste dö e Järnänglar.  Dai romanzi è stata tratta anche una serie televisiva svedese: Max Anger – With One Eye Open.